# Динов, Виктор Григорьевич
Ви́ктор Григо́рьевич Ди́нов (род. 2 августа 1944) — российский звукорежиссёр, заслуженный работник культуры Российской Федерации, член Европейской ассоциации звукорежиссеров, профессор СПбГИКиТ.

## Биография
Родился в семье военного журналиста в Ленинграде. В 1945 году семья переехала в Южно-Сахалинск, а в 1949 году — в Житомир. Там окончил среднюю школу, музыкальную школу и I курс музыкального училища.
В 1961 году поступил в ЛИКИ, однако в 1963 году был призван на срочную службу, после которой продолжил учёбу в 1966 году. В тот момент происходила реформа образования в сфере кино, появилась специализация «звукооператор», на которую принимали людей с музыкальным образованием. В результате получил одновременно и техническое, и художественное образование.
Уже в студенческие годы проявилось особое качество, отмеченное преподавателями: наличие абсолютного слуха.
После окончания ЛИКИ в 1970 году работал на Ленинградском телевидении, с декабря 1971 года работает в Ленинградской студии грамзаписи фирмы «Мелодия».

## Творчество звукорежиссёра
На протяжении многих лет В. Г. Динов работал в качестве звукорежиссёра со многими известными музыкантами: Эдуард Хиль, Эдита Пьеха, Мария Пахоменко, Алла Баянова, Борис Гребенщиков, группами «Аквариум», «Машина времени», «Поющие гитары» и многими другими.
С дирижёрами Эстрадного оркестра Ленинградского радио А. А. Владимирцовым и С. К. Горковенко записано большое количество пластинок и компакт-дисков в 1980-х годах, а также несколько сотен записей исполнения вокальной и инструментальной музыки.
В сотрудничестве с дирижёром Э. А. Серовым и бразильской пианисткой Элиан Родригес записаны все фортепианные концерты Прокофьева.
С Г. Д. Клеймицем были осуществлены записи пластинок Э.Пьехи.
В течение всего творческого пути В. Г. Динов выступал звукорежиссёром на записях Ленинградского концертного оркестра. Так, им была записана последняя работа основателя оркестра Анатолия Бадхена — альбом музыки композитора Андрея Петрова «Кино любовь моя». С дирижёром Государственного симфонического оркестра Санкт-Петербурга А. В. Титовым записан сборник на 17 компакт-дисках «Музыка военной поры», с дирижёром Камерного хора Санкт-Петербурга Николаем Корневым с 2013 года осуществляется масштабный проект записи Русской хоровой антологии (более 1000 хоровых произведений).
Много записей сделано совместно с Театром музыкальной комедии: с дирижёром Рыловым записаны два мюзикла: «Свадьба Кречинского» (запись получила диплом II степени конкурса на лучшую звукозапись фирмы «Мелодия») и «Охтинский мост».
В 1977 году была произведена запись рок-оперы Александра Журбина «Орфей и Эвридика» с ансамблем «Поющие гитары», мюзиклов Игоря Цветкова «Табачный капитан», Александра Колкера «Свадьба Кречинского» (диплом II степени конкурса на лучшую звукозапись фирмы «Мелодия») и «Смерть Тарелкина» (диплом I степени конкурса на лучшую звукозапись фирмы «Мелодия»), аранжировки песен и запись юбилейного альбома Александра Городницкого.

Вот как о нём отзывался А. Тропилло: 
«Я ходил на „Мелодию“, смотрел, как они делают записи. Каким-то вещам меня подучил Виктор Динов, который сегодня является профессором в институте киноинженеров. Я перенял его технологию записи с наложениями»
Виктор Динов много работает с хоровыми коллективами. Записывал детский хор Ленинградского радио и телевидения под руководством Ю. М. Славницкого и С. Грибкова, хор театра оперы и балета им. М. П. Мусоргского (под управлением В. М. Столповских), детский вокальный ансамбль «РАДУГА» (Ю.Ланда), девичий хор «АПРЕЛЬ» (В.Огороднов), Ленинградский молодёжный хор (Ю. Хуторецкая), камерный хор Lege Artis (Б. Абальян).
Для многих известных музыкантов встреча с Виктором Диновым была первым шагом в музыкальную индустрию. Так, именно он сделал первую запись «Аквариума», одну из первых записей «Машины времени».

## Педагогическая деятельность
Профессор Санкт-Петербургского института кино и телевидения, до 2016 — профессор Санкт-Петербургского гуманитарного университета профсоюзов. Преподаёт музыкальную звукорежиссуру, руководит мастерскими звукорежиссёров. Читает лекционные курсы и ведет практические занятия по дисциплинам: «Основы звукорежиссуры», «Искусство музыкальной фонографии», «Творческий семинар по звукорежиссуре».

## Работы в сфере электроакустики и техники
В 1968—1970 гг. разработал систему записи фотографической фонограммы с применением фазово-импульсной модуляции 2-го рода (практическая реализация подтверждена в 1971 г.).
Изобрёл и внедрил в 1972—1973 годах на студии «Лентелефильм» несколько устройств для кинохроникальных репортажей (электронную «хлопушку», полуавтоматическое устройство для монтажа 16-мм кинофильмов, снятых по четырёхкамерному методу).
Больше всего работ выполнено Виктором Диновым в сфере звукотехники на Ленинградской студии грамзаписи. В 1978 г. он разработал и изготовил звукорежиссёрский пульт с набором электронных устройств для специфической обработки звуковых сигналов, в 1981—1982 гг. совместно с инженером А. Д. Цуриновым создал первые в СССР программируемые имитаторы ударных инструментов. Разработал в 1985 г. комплексное устройство, синхронизирующее легендарные ленточные магнитофоны Studer A80 и AMPEX — M16 для возможности сведения многодорожечных записей по способу «челнока», в 1994 г. — динамические фильтры «Полихром» для параллельной коррекции АЧХ.
Немалый вклад был внесён В. Г. Диновым и в развитие научных исследований в сфере звука совместно с д.т. н. проф. Ю. М. Ишуткиным, который занимался исследованиями в сфере обработки сигналов, обработанных не по методу Фурье, а по методу Д. Гильберта. Так, в 1980 г. был изготовлен 52-х канальный графический корректор АЧХ для обработки сигнала гильбертова преобразования.